# Sino (álbum)
Sino es el sexto álbum de estudio de la banda de rock alternativo Café Tacvba, lanzado al mercado por Universal Music Group el 9 de octubre del 2007. El primer sencillo, «Volver a Comenzar», una canción con duración de aproximadamente 7:41 se empezó a escuchar en la radio a partir del día lunes 20 de agosto de 2007, composición que tocó por primera vez el grupo en el festival Vive Latino 2007, al igual que forma parte de la banda sonora del videojuego de PlayStation 3 LittleBigPlanet.

## Estilo del álbum
El álbum Sino puede ser algo distinto a la canción "Chilanga Banda" del álbum Avalancha de Éxitos o al "Rock Latino" del álbum Re. Sin embargo, es notorio que la banda con este disco se propone llevar a sus seguidores y al público en general su mensaje de reflexión acerca de las problemáticas social-existencial que rodean al ser humano y no seguir viendo la música solo como un pequeño escape de la realidad. Esto hace que Café Tacvba haga un giro Re-evolutivo en su carrera musical.
Las canciones destacan principalmente por tener un sonido con más guitarras, letras existenciales que recuerdan mucho al álbum Yo Soy, un sonido más alternativo que continúa al álbum Cuatro Caminos donde se sustituye la tradicional caja de ritmos por batería en vivo, así como la participación vocal de Joselo y su hermano Quique bajista del grupo, que cantan en varias canciones del álbum.
Rubén por su parte, mostró su nuevo personaje para representar a Sino, justo como lo ha hecho en cada álbum un nuevo personaje, que en este álbum llevó el nombre en náhuatl de Ixaya Mazatzin Tleyotl y se abrevia como "Ixxi Xoo" (Así como lo firmó en el boletín de su Myspace), pero este nombre expiró el día del lanzamiento del disco, pues posteriormente se hizo llamar Cone Cahuitl.

## Temática
En general las temáticas principales serán el destino, las consecuencias en la toma de decisiones y el recuento de lo que se ha hecho y no en la vida, así como los cambios ideológicos que se perciben con el tiempo o las diferencias en pensamientos. Otro de los pensamientos de la banda y el propósito de promocionar su primer sencillo es el de volver a nuestras raíces y crecer tal y como lo haría un niño (de allí el término de "Volver a Comenzar").

## Lista de canciones
1. "Seguir siendo" - 2:43 autor?
2. "Tengo todo" - 3:07 autor?
3. "53100" - 3:44 autor?
4. "El outsider" - 4:13 autor?
5. "Volver a comenzar" - 7:45 autor?
6. "Arrullo" - 4:17 autor?
7. "Vámonos" - 4:03 autor?
8. "Cierto o falso" - 3:25 autor?
9. "Esta vez" - 4:24 autor?
10. "De acuerdo" - 2:22 autor?
11. "Abandonado" - 2:46 autor?
12. "Y es que..." - 2:32 autor?
13. "Quiero ver" - 3:27 autor?
14. "Agua" - 3:13 autor?
15. "Gracias" - 5:56 autor?

## Certificaciones
| País   | Organismo certificador | Certificación | Ventas certificadas | Ref   |
| ------ | ---------------------- | ------------- | ------------------- | ----- |
| México | AMPROFON               | Oro           | 50.000              | [ 1 ] |